# Campeonato Sudamericano de Natación de 2002
El Campeonato Sudamericano de Natación 2002 o Campeonato Sudamericano de Primera Fuerza de Deportes Acuáticos, se celebró en Belém, Brasil entre el 14 y 17 de marzo de 2002.

## Resultados en Natación

### Masculino
| Evento              | Oro                                      | Plata                                   | Bronce                                   |
| ------------------- | ---------------------------------------- | --------------------------------------- | ---------------------------------------- |
| 50 m libre          | Edvaldo Silva · Brasil · 22.72. RC       | Oswaldo Quevedo · Venezuela · 23.25.    | Reymond Rosal · Venezuela · 23.34.       |
| 100 m libre         | Edvaldo Silva · Brasil · 49.62. RC       | Gustavo Borges · Brasil · 50.09.        | Oswaldo Quevedo · Venezuela · 51.45.     |
| 200 m libre         | Gustavo Borges · Brasil · 1:51.14. RC    | Edvaldo Silva · Brasil · 1:52.27.       | Erwin Maldonado · Venezuela · 1:53.22.   |
| 400 m libre         | Erwin Maldonado · Venezuela · 3:58.16.   | Luiz Lima · Brasil · 3:59.35.           | Bruno Bonfim · Brasil · 3:59.36.         |
| 800 m libre         | Luiz Lima · Brasil · 8:14.33.            | Giancarlo Zolezzi · Chile · 8:16.93.    | Agustín Fiorilli Argentina 8:17.17.      |
| 1500 m libre        | Luiz Lima · Brasil · 15:49.26.           | Erwin Maldonado · Venezuela · 15:52.34. | Bruno Bonfim · Brasil · 15:53.19.        |
| 50 m espalda        | Eduardo Germán Otero Argentina 26.48.    | Rogério Romero · Brasil · 27.14.        | Guillermo Ramírez · Colombia · 27.68.    |
| 100 m espalda       | Rogério Romero · Brasil · 57.10.         | Eduardo Germán Otero Argentina 57.37.   | Alexandre Massura · Brasil · 57.90.      |
| 200 m espalda       | Rogério Romero · Brasil · 2:02.30.       | Rafael Goncalvez · Brasil · 2:07.01.    | Eduardo Germán Otero Argentina 2:07.26.. |
| 50 m pecho          | Eduardo Fisher · Brasil · 28.58. RS      | Sergio Ferreyra Argentina 29.72.        | Marcelo Tomazini · Brasil · 29.79.       |
| 100 m pecho         | Eduardo Fisher · Brasil · 1:02.43. RS    | Marcelo Tomazini · Brasil · 1:04.08.    | Sergio Ferreyra Argentina 1:04.09.       |
| 200 m pecho         | Marcelo Tomazini · Brasil · 2:16.21. RS  | Fabio Da Silva · Brasil · 2:20.75.      | Cristian Soldano Argentina 2:23.82.      |
| 50 m mariposa       | Raphael De Thuin · Brasil · 24.59.       | Camilo Becerra · Colombia · 24.68.      | Oswaldo Quevedo · Venezuela · 24.82.     |
| 100 m mariposa      | Oswaldo Quevedo · Venezuela · 54.36.     | Kaio De Almeida · Brasil · 55.01.       | Camilo Becerra · Colombia · 55.71.       |
| 200 m mariposa      | Kaio De Almeida · Brasil · 2:00.43. RC   | Pedro Monteiro · Brasil · 2:02.13.      | Juan Valdivieso · Perú · 2:02.58.        |
| 200 m combinado     | Diogo de Oliveira · Brasil · 2:06.11. RC | Rafael Goncalvez · Brasil · 2:07.62.    | Francisco Picasso · Uruguay · 2:08.66.   |
| 400 m combinado     | Rafael Goncalvez · Brasil · 4:29.43.     | Diogo de Oliveira · Brasil · 4:31.28.   | Marcos Burgos · Chile · 4:38.92.         |
| 4 × 100 m libre     | Brasil · 3:25.49.                        | Venezuela · 3:30.94.                    | Argentina 3:32.62.                       |
| 4X200 m. libre      | Brasil · 7:37.99.                        | Chile · 7:42.59.                        | Argentina 7:47.60.                       |
| 4 × 100 m combinado | Brasil · 3:47.81                         | Venezuela · 3:50.54.                    | Argentina 3:55.83.                       |

### Femenino
| Evento              | Oro                                     | Plata                                 | Bronce                                  |
| ------------------- | --------------------------------------- | ------------------------------------- | --------------------------------------- |
| 50 m libre          | Flavia Cazziolato · Brasil · 25.95. RC  | Rebeca Gusmao · Brasil · 26.42.       | María Wong · Perú · 27.53.              |
| 100 m libre         | Tatiana Lemos · Brasil · 58.38.         | Rebeca Gusmao · Brasil · 58.54.       | María Wong · Perú · 58.89.              |
| 200 m libre         | Mariana Brochado · Brasil · 2:05.57.    | Cecilia Biagioli Argentina 2:06.45.   | Cecilia Bassino Argentina 2:06.78.      |
| 400 m libre         | Monique Ferreira · Brasil · 4:57.82. RC | Mariana Brochado · Brasil · 4:21.82.  | Cecilia Biagioli Argentina 4:21.87.     |
| 800 m libre         | Cecilia Biagioli Argentina 8:57.82.     | Nayara Ribeiro · Brasil · 9:00.96.    | Poliana Okimoto · Brasil · 9:04.55.     |
| 1500 m libre        | Nayara Ribeiro · Brasil · 16:57.31.     | Cecilia Biagioli Argentina 17:08.70.  | Poliana Okimoto · Brasil · 17:23.80.    |
| 50 m espalda        | Serrana Fernández · Uruguay · 29.81. RC | Fabiola Molina · Brasil · 31.05.      | Laura de Azevedo · Brasil · 31.23.      |
| 100 m espalda       | Fabiola Molina · Brasil · 1:05.15.      | Laura de Azevedo · Brasil · 1:05.17.  | Serrana Fernández · Uruguay · 1:05.23.  |
| 200 m espalda       | Georgina Bardach Argentina 2:19.68. RC  | Laura de Azevedo · Brasil · 2:21.46.  | Valeria Silva · Perú · 2:22.63.         |
| 50 m pecho          | Valeria Silva · Perú · 33.19. RC        | Agustina de Giovanni Argentina 33.88. | Patricia Comini · Brasil · 34.09.       |
| 100 m pecho         | Valeria Silva · Perú · 1:13.38.         | Patricia Comini · Brasil · 1:13.92.   | Ana Zelia Gómez · Brasil · 1:14.35.     |
| 200 m pecho         | Agustina De Giovanni Argentina 2:35.61. | Patricia Comini · Brasil · 2:39.05.   | Ana Zelia Gómez · Brasil · 2:41.31.     |
| 50 m mariposa       | Monique Ferreira · Brasil · 28.43. RC   | Ivi Monteiro · Brasil · 29.14.        | María Rodríguez · Venezuela · 29.39.    |
| 100 m mariposa      | Ivi Monteiro · Brasil · 1:03.27.        | Laura de Acevedo · Brasil · 1:03.84.  | María Garrone Argentina 1:04.27.        |
| 200 m mariposa      | Georgina Bardach Argentina 2:15.72. RC  | Alicia García · Perú · 2:21.55.       | Ivi Monteiro · Brasil · 2:22.28.        |
| 200 m combinado     | Georgina Bardach Argentina 2:18.92. RC  | Ana Zelia Gómez · Brasil · 2:23.23.   | Agustina De Giovanni Argentina 2:24.12. |
| 400 m combinado     | Georgina Bardach Argentina 4:53.43. RC  | Barbara Jatoba · Brasil · 4:59.47.    | Lilian Cerroni · Brasil · 5:03.52.      |
| 4 × 100 m libre     | Brasil · 3:54.19.                       | Argentina 3:56.49.                    | Perú · 4:05.33.                         |
| 4X200 m. libre      | Brasil · 8:26.94.                       | Argentina 8:35.93.                    | Colombia · 8:57.96.                     |
| 4 × 100 m combinado | Brasil · 4:20.56.                       | Argentina 4:25.86.                    | Perú · 4:30.92.                         |

- RC:Récord de Campeonato.
- RS:Récord Suramericano.

## Medallero
| Núm. | País      | Oro | Plata | Bronce | Total |
| ---- | --------- | --- | ----- | ------ | ----- |
| 1    | Brasil    | 28  | 22    | 12     | 62    |
| 2    | Argentina | 7   | 8     | 11     | 26    |
| 3    | Venezuela | 2   | 4     | 5      | 11    |
| 4    | Perú      | 2   | 1     | 6      | 9     |
| 5    | Uruguay   | 1   | 0     | 1      | 2     |
| 6    | Chile     | 0   | 2     | 3      | 5     |
| 7    | Colombia  | 0   | 1     | 3      | 4     |

## Predecesor y sucesor
| Predecesor: Mar del Plata | Campeonato Sudamericano de Natación de 2002 Belem | Sucesor: Maldonado |